# Slottsbron
Slottsbron – miejscowość (tätort) w Szwecji, w regionie administracyjnym (län) Värmland, w gminie Grums.
Według danych Szwedzkiego Urzędu Statystycznego liczba ludności wyniosła: 1010 (31 grudnia 2015), 1050 (31 grudnia 2018) i 1080 (31 grudnia 2019).